# Щурово (Московская область)
Щу́рово — деревня в Коломенском городском округе Московской области России, до 2017 года входила в состав сельского поселения Акатьевское. Расположена на северо-западной окраине Щуровско-Луховицкого бора, в 1 км от реки Оки. С востока граничит с территорией механического завода, являющегося структурным подразделением АО «НПК „КБМ“».
В деревне пять улиц, зарегистрировано садоводческое товарищество (СНТ). Деревня связана с Коломной городским автобусным маршрутом № 5.
В 1,5 км к юго-западу от деревни расположен Щуровский археологический комплекс — сложное сочетание селищ и кремационных могильников, датируемых ранним железным веком и I тысячелетием.

## История
Местность, в которой расположено Щурово, известна по письменным источникам с конца XVI века и называлась «пустошь, что была деревня Шаховская (Шехавская, Шахова) у реки у Оки на берегу». Рязанская писцовая приправочная книга 1594—1597 годов сообщает, что половиной этой пустоши владел Никита Кропотов сын Максимов, а двумя оставшимися четвертями — Иван Рудаков сын и Истома Семёнов сын Полибины. Согласно материалам Генерального межевания конца XVIII века, пустошь Шахова, лежащая «по обе стороны озера Быковского», принадлежала статскому советнику Василию Евграфовичу Кутузову, который делил её ещё с несколькими владельцами.
В советский период на месте будущей деревни Щурово располагалось 3-е отделение совхоза «Коломенский». По воспоминаниям старожилов бывшего села Протопопова, находившегося на противоположном берегу Оки, рядом с упомянутым отделением до 1958 года существовало кладбище для немецких военнопленных. Затем на месте ликвидированного кладбища был построен птичник.
Деревня Щурово была образована в 2007 году согласно постановлению губернатора Московской области от 11.07.2006 № 91-ПГ и Закону Московской области от 29.09.2007 № 164/2007-ОЗ. Своё название она получило в честь одноимённого исторического района Коломны, расположенного в 1 км к востоку от деревни.

## Население
| 2010 |
| ---- |
| 21   |